# Carabus nemoralis
Carabus nemoralis es una especie de coleóptero adéfago perteneciente a la familia Carabidae. Habita en el centro y norte de Europa, así como en Islandia y la Isla de Terranova. Ha sido introducida en Norteamérica.

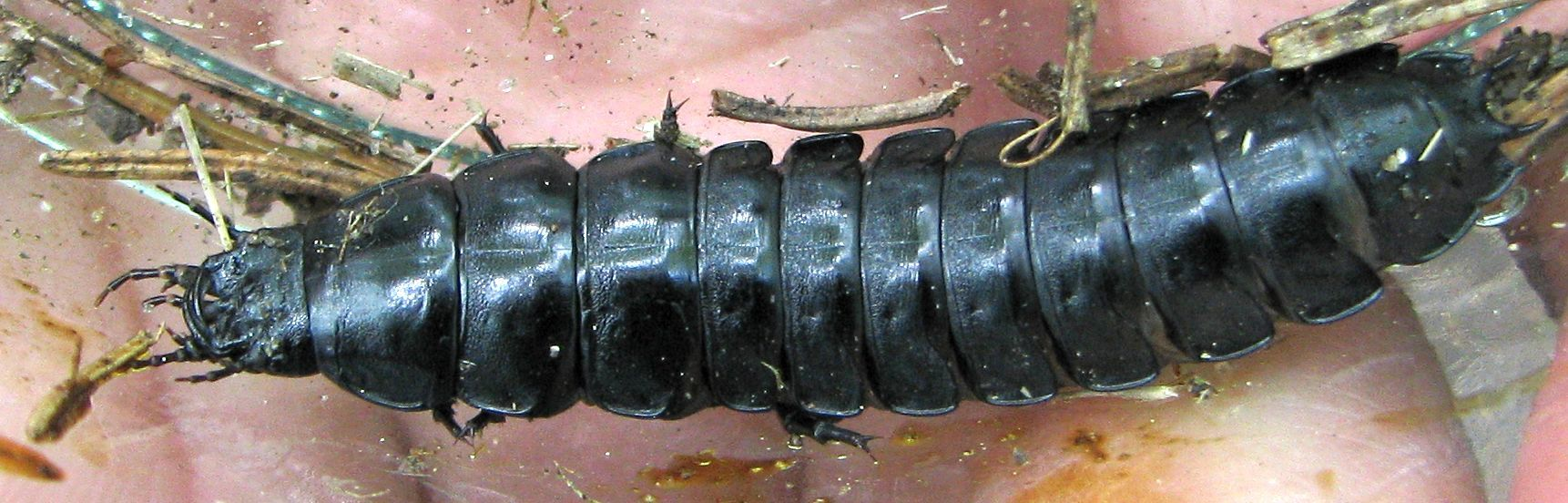
Larva

## Ecología
Carabus nemoralis es un depredador beneficioso, ya que se come la plaga para la agricultura de la babosa Deroceras reticulatum, en su etapa joven y también sus huevos.
Mide 22-25 mm. Es sinantrópico, se encuentra cerca de habitaciones humanas.